# Vilvoorde
Vilvoorde (fransk: Vilvorde) er en by i Flandern i det nordlige Belgien. Byen ligger i provinsen Vlaams-Brabant, lige nord for hovedstaden Bruxelles. Der findes i Vilvoorde et spansk mindretal på omkring 10 %. Indbyggertallet er pr. 1. januar 2007 på 37.964, og byen har et areal på 21,48 km².
Nord for København oprettedes i 1875 Vilvorde Havebrugshøjskole, som er inspireret af den belgiske Havebrugshøjskole i Vilvoorde. Den grundlagdes i 1848 efter aftale med den daværende belgiske premierminister Charles Rogier af Laurent de Bavay, ejeren af 'Pépinières Royales', og var forløber for det senere 'Højere Rigsinstitut for Havebrug' i Vilvorde nord for Bruxelles.